# One in a Million (Album)
One in a Million ist das zweite Studioalbum des österreichischen Schlagersängers Freddy Quinn, das 1958 im Musiklabel Polydor auf Schallplatte (Nummer 46 080) erschien. Die Orchestermusik stammte von Horst Wende and his Rhythm Boys. Zwei Singles wurden produziert: 1957 Ain’t Misbehavin’ mit Waltz Of The Wind als B-Seite (Polydor-Code: 22 648) und 1958 Magic Moments mit 26 Miles als B-Seite (Polydor-Code 66 802). Die Singles konnten sich nicht in den Charts platzieren, Albumcharts gibt es erst seit 1962.

## Titelliste
Das Album beinhaltet folgende zwölf Titel:
- Seite 1

1. You’re Gonna Change (geschrieben von Hank Williams, im Original von Hank Williams with his Drifting Cowboys, 1949[4])
2. Have I Told You Lately That I Love You (geschrieben von Scott Wisemann, im Original von Lulu Belle & Scotty, 1944[5])
3. Magic Moments (geschrieben von Burt Bacharach und Hal David, im Original von Perry Como, 1957[6])
4. Ain’t Misbehavin’ (geschrieben von Harry Brooks und Fats Waller, im Original von Margaret Simms & Paul Bass, 1929[7])
5. Bouquet Of Roses (geschrieben von Bob Hilliard und Steve Nelson, im Original von Eddy Arnold & his Tennessee Plowboys, 1948[8])
6. The Echo Of Your Footsteps (geschrieben von Jenny Lou Carson, im Original von Eddy Arnold, 1949[9])

- Seite 2

1. 26 Miles (geschrieben von Bruce Belland und Glen Larson, im Original als 26 Miles (Santa Catalina) von The Four Preps, 1957[10])
2. On the Sunny Side of the Street (geschrieben von Frankie Brown, im Original von Harry Richman, 1930[11])
3. No Letter Today (geschrieben von Frankie Brown, im Original von Ted Daffan & His Texans, 1942[12])
4. My Heart Is Waiting (geschrieben von Fritz Spielman, Herbert Nelson und Jimmy Berg)
5. Waltz Of The Wind (geschrieben von Fred Rose, im Original als The Waltz of the Wind von Roy Acuff & his Smoky Mountain Boys, 1947[13])
6. Let’s Say Goodbye Like We Said Hello (geschrieben von Ernest Tubb und Jimmie Skinner, im Original von Ernest Tubb, 1948[14])